# Broxa
Broxa är en by i civil parish Broxa-cum-Troutsdale, i kommunen North Yorkshire, i grevskapet North Yorkshire, i England. Byn är belägen 10 km från Scarborough. Broxa var en civil parish från 1866 till 1985 då den blev en del av Broxa cum Troutsdale. Civil parish hade 15 invånare år 1971.